# Charles Donald
Charles Donald, britanski general, * 1896, † 1955.